# Lukas Schaub

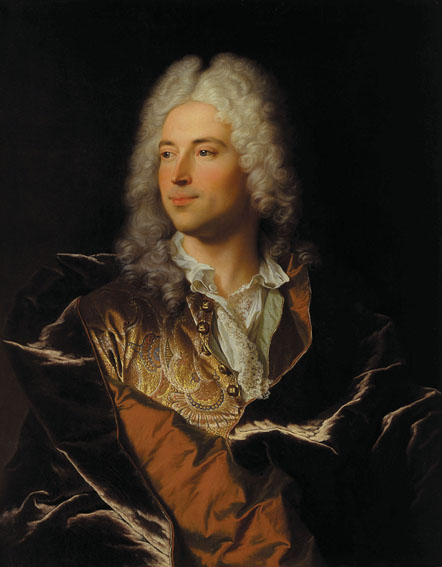
Lukas Schaub (Ölbild von Hyacinthe Rigaud, 1721, Kunstmuseum Basel)

Lukas Schaub, auch Lucas und Luke, (* 1. Mai 1690 in Basel; † 27. Februar 1758 in London) war ein britischer Diplomat Schweizer Abstammung.
Lukas Schaub, Sohn eines Notars, ergriff nach einem Rechtsstudium in Basel die diplomatische Laufbahn im Dienste Großbritanniens. 1715–1716 war er britischer Geschäftsträger beim Heiligen Römischen Reich. 1720 wurde er vom britischen König Georg I. zum Knight Bachelor geschlagen. 1721–1724 war er britischer Gesandter in Paris. Im Januar 1737 vermittelte er im sogenannten Lachsfangstreit zwischen Basel und Frankreich.
Johann Kaspar Wettstein war in Paris der Kaplan von Schaub und in London sein Privatsekretär.